# Olešnice v Orlických horách
Olešnice v Orlických horách är en ort i Tjeckien.   Den ligger i distriktet Okres Rychnov nad Kněžnou och regionen Hradec Králové, i den nordöstra delen av landet, 140 km öster om huvudstaden Prag. Olešnice v Orlických horách ligger 593 meter över havet och antalet invånare är 470.
Terrängen runt Olešnice v Orlických horách är kuperad. Runt Olešnice v Orlických horách är det ganska tätbefolkat, med 60 invånare per kvadratkilometer. Närmaste större samhälle är Náchod, 11,5 km väster om Olešnice v Orlických horách. I omgivningarna runt Olešnice v Orlických horách växer i huvudsak blandskog.